# Thinopteryx padanga
Thinopteryx padanga là một loài bướm đêm trong họ Geometridae.